# Fylgia
Fylgia byl pancéřový křižník švédského námořnictva. Jako křižník byl ve službě v letech 1907–1939. Roku 1941 byla dokončena jeho přestavba na cvičnou loď a v této roli působil do roku 1953 a následně byl do roku 1957 využíván jako cvičný cíl. Poté byl sešrotován.

## Stavba

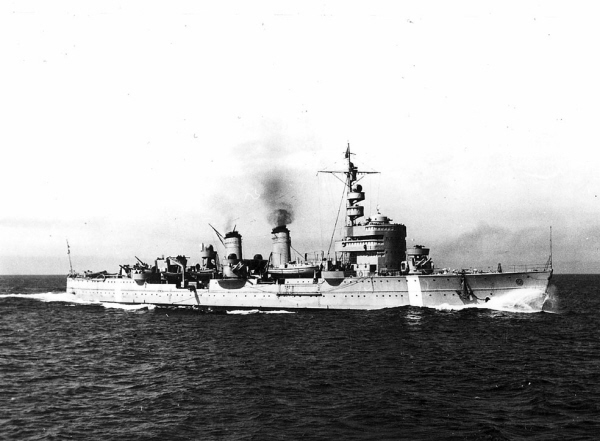
Fylgia po modernizaci

Stavba prvního švédského moderního křižníku byla objednána roku 1902. Mezi jeho hlavní úkoly patřil průzkum pro hlavní síly loďstva a doprovod torpédových plavidel. Křižník postavila loděnice Finnboda ve Stockholmu. Kýl plavidla byl založen v říjnu 1903, dne 21. prosince 1905 byl trup spuštěn na vodu a 21. června 1907 byl křižník zařazen do služby.

## Konstrukce

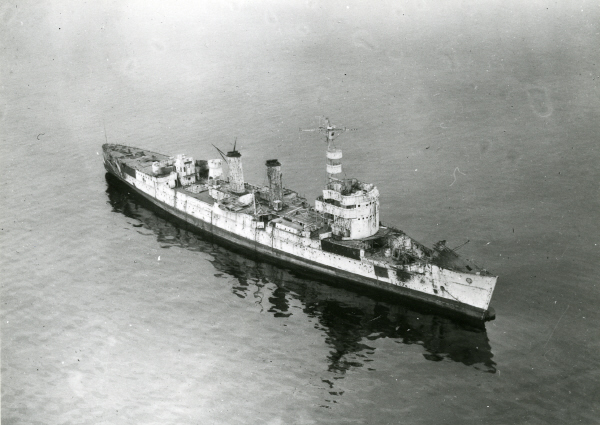
Odstrojený křižník Fylgia sloužící jako cílová loď

Křižník nesl osm 152mm kanónů ve dvoudělových věžích (po jedné na přídi, zádi a obou bocích), čtrnáct 57mm kanónů a dva 450mm torpédomety. Pohonný systém tvořilo 12 kotlů Yarrow a dva parní stroje s trojnásobnou expanzí o výkonu 12 000 hp, pohánějící dva lodní šrouby. Nejvyšší rychlost dosahovala 21,5 uzlu.

### Modernizace
V letech 1939–1941 byl křižník loděnicí Oscarshamn přestavěn na cvičnou loď. Dostal novou křižníkovou příď a moderní nástavbu. Původní kotle Yarrow nahradily čtyři kotle Penhoët spalující naftu. Jeden komín byl odstraněn a ušetřený prostor po kotlech byl využit na ubikace pro kadety. Novou výzbroj tvořilo osm 152mm kanónů, čtyři 57mm kanóny, čtyři 40mm kanóny, dva 25mm kanóny, jeden 20mm kanón, dva 533mm torpédomety a dvě skluzavky hlubinných pum.